# Metodo Simoncini
Il cosiddetto metodo Simoncini è una inefficace terapia anticancro ideata da Tullio Simoncini, con un passato da medico prima della radiazione dall'ordine professionale, il quale si basava sull'idea, errata, che i tumori fossero causati da funghi e che potessero essere curati col semplice bicarbonato di sodio; tale tesi, del tutto pseudoscientifica e di comprovata pericolosità,  è priva di qualsiasi evidenza clinica.

## Tullio Simoncini
Il suo ideatore è stato Tullio Simoncini (nato a Valentano nel 1951 e morto nel 2024), un medico italiano poi radiato dall'Ordine dei Medici e condannato in via definitiva dal tribunale di Roma per frode e omicidio colposo. Il tribunale di Tirana (Albania) lo ha inoltre condannato per pratica negligente a un anno e mezzo di reclusione e a 4 anni di interdizione dalla professione medica.
È stato anche condannato dall'Autorità garante della concorrenza e del mercato (AGCM) per pubblicità ingannevole e pratiche commerciali scorrette con una sanzione di 50 000 euro e con il divieto di pubblicizzare ulteriormente la sua attività tramite qualsiasi mezzo. Nonostante il divieto, un'inchiesta giornalistica della Radiotelevisione svizzera di lingua italiana condotta nel 2015, per mezzo di attori che si fingevano malati di cancro, ha rivelato che Simoncini continuava a prescrivere i suoi rimedi pseudoscientifici a pazienti oncologici, valendosi della copertura e alla compiacenza di medici e prestanome, tra cui, in particolare, quelli di una clinica privata romana.

## Le teorie di Simoncini

Il fungo Candida albicans individuato da un microscopio elettronico a scansione

Simoncini ha elaborato due ipotesi personali in materia di oncologia, esposte in un libro (Il cancro è un fungo. La rivoluzione nella cura dei tumori) e sul web, entrambe del tutto prive di evidenza scientifica o clinica, ipotesi che hanno causato decessi divenuti oggetto di inchieste giornalistiche, di indagini della magistratura e di procedimenti giudiziari:
- Tutti i tipi di neoplasie sarebbero causati (a suo parere soggettivo e contro ogni evidenza scientifica, biologica e clinica) da ipotetiche "reazioni di difesa" dei tessuti alla presunta aggressione di un fungo opportunista, la Candida albicans.
- Queste presunte infezioni da Candida (e pertanto, secondo la sua tesi, tutti i tumori) sarebbero, sempre secondo il suo parere soggettivo, da trattare mediante l'uso di infusioni o tinture di una soluzione di bicarbonato di sodio.

### L'infezione da Candida
Secondo le teorie di Simoncini, non basate sull'evidenza empirica e scientificamente validata, il tumore avrebbe come unica causa l'infezione da parte di funghi del genere Candida, in particolare la Candida albicans, responsabile delle infezioni conosciute come candidosi e mughetto; la conseguenza di questa ipotesi, sostiene Simoncini, è che il tumore potrebbe essere curato con l'applicazione di una soluzione di bicarbonato di sodio, un antimicotico naturale.
Il suo ipotetico protocollo di cura proporrebbe in alcuni casi infusioni sistemiche endovenose di bicarbonato o, in altri casi, iniezioni locali; in altri casi ancora proporrebbe l'utilizzo dell'arteriografia selettiva, con i rischi connessi a questa pratica, per individuare l'arteria che porta il sangue alla massa tumorale: l'impianto di un port-a-cath nell'arteria così individuata permetterebbe, una volta collegato a un catetere, la somministrazione il più possibile vicino alla presunta "infezione micotica".
In realtà la presenza di Candida, un fungo opportunista, è di per sé frequente e assai facilitata in tutti i casi di difficoltà immunologiche (immunodeficienza congenita o acquisita, endocrinopatie, diabete, ecc.); quindi la sua presenza in malati cronici, come i malati di tumore, non è assolutamente né rara né anomala, né si può minimamente sostenere che sia la candidosi la causa dei processi patologici tumorali, perché ne è in realtà solo una delle tante, possibili e frequenti, conseguenze: un organismo indebolito dalla malattia non può difendersi efficacemente dalle infezioni opportuniste della Candida, ma questo non implica affatto che sia la Candida ad aver generato il tumore. Di fatto tale fungo viene rilevato in meno dell'1% dei pazienti affetti da neoplasie.

### Il trattamento con bicarbonato

Struttura molecolare del bicarbonato di sodio

Il cosiddetto "trattamento" del tumore con il bicarbonato di sodio è una pratica clinicamente pericolosa, totalmente priva di efficacia, senza alcuna base scientificamente fondata, che non è stata sottoposta a revisione paritaria da parte della comunità scientifica, né al protocollo di sperimentazione richiesto dal Servizio Sanitario Nazionale. L'ipotesi di trattamento dei tumori con bicarbonato di sodio è stata sottoposta a una ricerca universitaria che ne ha provato la potenziale pericolosità.
Tullio Simoncini ha presentato al Servizio Sanitario Nazionale la proposta di un protocollo di cura dei tumori basato su questa pratica, ricevendo risposta negativa. Inoltre la bibliografia citata da Simoncini a sostegno della sua ipotesi non sempre traeva le conclusioni da lui illustrate; infatti in diversi casi Simoncini ha citato studi che invece dichiaravano tutt'altro.
Sull'operato di Simoncini si sono espressi negativamente sia una delibera dell'Ordine dei medici sia la sentenza di un tribunale; in relazione alla presunta "cura", la sentenza ha affermato l'inutilità del bicarbonato di sodio nel trattamento del tumore; sia il provvedimento di radiazione dall'Ordine dei Medici, sia la sentenza giudiziaria hanno inoltre sottolineato che l'aver proposto tale pratica ha sottratto alcuni pazienti alle cure della medicina ufficiale, accelerandone probabilmente il decesso.
Simoncini, radiato dall'Ordine dei Medici per aver sottoposto dietro compenso alcuni pazienti a tale pratica pericolosa e inefficace senza che questa fosse prevista come protocollo di cura, ha continuato a propugnare la sua teoria attraverso siti privati, riviste "alternative" e testimonianze prive di alcun riscontro oggettivo.
Nonostante le condanne della magistratura per truffa e omicidio colposo, la totale assenza di verifiche scientifiche, le numerose prove della totale inutilità e della pericolosità sanitaria della pratica da lui proposta, il trattamento continuerebbe a essere applicato a scopo di lucro e senza alcuna garanzia di sicurezza o efficacia, attirando l'attenzione preoccupata dei mass media.

#### Gli studi scientifici sull'utilizzo del bicarbonato
In campo medico le nuove terapie vengono testate prima su modelli animali e in seguito, solo se ottengono riscontri positivi e non si mostrano pericolose, possono essere provate, con specifiche procedure e garanzie di sicurezza, sugli esseri umani. Questo tipo di protocollo non è stato rispettato da Simoncini, con conseguenti gravi rischi per la vita dei pazienti che accettano di essere sottoposti a questi "trattamenti".
Studi in vivo sugli effetti del bicarbonato di sodio hanno mostrato che questo causa aumento della crescita dei tumori o aumento della carcinogenicità di altre sostanze.
In una ricerca il bicarbonato di sodio è stato testato come supplemento dietetico su topi affetti da tumore dello stomaco. Il bicarbonato, uno dei componenti dei secreti enterici e del succo gastrico, nello stomaco può agire sull'enzima ornitina decarbossilasi e inoltre è risultato avere un ruolo nella proliferazione della mucosa gastrica. I ricercatori sono arrivati alla conclusione che l'uso del bicarbonato possa aumentare i rischi legati al cancro allo stomaco.
Uno studio in vivo del 2009 indica che proprio grazie all'innalzamento del pH, e non per ragioni legate in nessun modo alla Candida, l'uso del bicarbonato per iniezione intrasplenica è in grado di inibire lo sviluppo di metastasi epatiche in topi affetti da cancro alla mammella, mentre la somministrazione di bicarbonato per via orale negli stessi organismi modello riduce l'interessamento linfonodale senza tuttavia diminuire il numero di cellule tumorali circolanti.
Gli stessi ricercatori americani hanno però evidenziato come le quantità necessarie all'uomo per ottenere gli stessi effetti osservati sulle cavie risulterebbero tossiche e pericolose per la salute del paziente, specie per il rischio di alcalosi metabolica, suggerendo che sarebbe preferibile l'uso degli inibitori di pompa protonica.
In seguito ad alcuni risultati definiti «estremamente incoraggianti» sono state avviate in Italia dall'Istituto Superiore di Sanità delle sperimentazioni di terapie scientificamente fondate, con minori pericoli, volte a contrastare l'ambiente acido in cui si sviluppa il tumore. Questi studi indagano l'effetto di inibitori della pompa protonica o di tamponi, fra i quali anche il bicarbonato, che va però inteso in funzione d'uso profondamente diversa da quella, biologicamente infondata, proposta da Simoncini.
Nel 2012 il dottor Mark Pagel della University of Arizona Cancer Center avvia una ricerca che punta a stabilire le quantità di alcalinizzanti, tra i quali il bicarbonato di sodio, necessarie a modificare il pH tumorale per permettere agli agenti chemioterapici di agire con più efficacia, e ottiene un finanziamento statale per la sperimentazione di un nuovo macchinario di risonanza magnetica; Pagel in un'intervista sottolinea che il bicarbonato di sodio non elimina il tumore, ma lo rallenta e permette ai farmaci antitumorali di fare effetto: «La somministrazione di bicarbonato è comunque potenzialmente pericolosa sia perché alla lunga può provocare danni irreversibili agli organi sani, sia perché il quantitativo di bicarbonato tollerato dal corpo umano è probabilmente minore rispetto al topo e inoltre perché non tutti i tumori producono alti livelli di acidi e dunque la cura potrebbe rivelarsi peggiore del male». A questo proposito i ricercatori americani sostengono che l'uso di inibitori della pompa protonica sarebbero più efficaci e sicuri del bicarbonato.

#### Le critiche e la pericolosità del trattamento
L'evidenza scientifica internazionale ha ampiamente e ripetutamente dimostrato che l'eziologia delle neoplasie non ha nulla a che fare con le teorie personali di Simoncini ed è in realtà molto vasta e differenziata, comprendendo cause diverse, come i virus (HPV, Epstein-Barr, epatiti B, C, ecc), radiazioni ionizzanti, raggi ultravioletti, assunzione di tabacco e alcol. In nessun modo quindi è pensabile di poter ridurne le cause a un unico fattore come fa, in maniera gravemente erronea e clinicamente pericolosa, l'autore del libro, senza tra l'altro il sostegno di nessuna prova sperimentale.
Al contrario, secondo i riscontri della ricerca medica, ci sono solidi motivi per affermare che la cosiddetta "cura" proposta da Simoncini non solo sia completamente inutile, ma possa essere anzi particolarmente dannosa e potrebbe condurre chi vi si sottopone a condizioni potenzialmente letali, come ad esempio a situazioni di grave alcalosi metabolica, oltre che a ritardare l'accesso alle cure adeguate. In particolare, si rileva che le cellule tumorali si sviluppano in ambiente acido, e quindi il bicarbonato non farebbe altro che contrastare l'ambiente in cui si sviluppa il tumore; tuttavia il bicarbonato per endovena può avere effetti collaterali anche gravi, che possono addirittura portare a una facilitazione del processo di diffusione delle metastasi: l'alcalosi e il rischio di mobilizzare le cellule tumorali, con conseguente diffusione del tumore in altri tessuti.
L'uso del bicarbonato di sodio inoltre, non è esente da controindicazioni; fra gli effetti indesiderati che può portare l'uso del bicarbonato si trovano crampi allo stomaco, difficoltà di respirazione (in caso di grave alcalosi metabolica) e ne è sconsigliata la somministrazione ai bambini al di sotto dei 12 anni. Inoltre il sodio legato al bicarbonato aumenta la pressione arteriosa, e nelle persone a rischio può peggiorare una ritenzione idrica fino alla comparsa di edema polmonare.
Come per altre terapie alternative, inoltre, vi è un forte rischio di aggravamento della condizione clinica legato al frequente contemporaneo abbandono delle terapie mediche di comprovata efficacia. Si legge infatti nel provvedimento di radiazione dall'Ordine dei Medici relativo a Tullio Simoncini: non è da escludere poi che costoro [NDR: i pazienti] venissero (distolti) sottratti alla medicina ufficiale (chemioterapia, nutrizione parenterale, ecc.), atteso il convincimento manifesto del dott. Simoncini in materia.

## Evoluzione dei fatti
A partire dal 1999, l'ex-oncologo italiano Tullio Simoncini ha presentato la sua ipotesi a diversi convegni e congressi di medicina alternativa come il 36º Annual Cancer Convention di Los Angeles, organizzato ogni anno dalla Cancer Control Society, che tuttavia non riunisce scienziati e oncologi ma è una società che diffonde e pubblicizza libri, riunioni e video, su tutte le medicine alternative, dall'amigdalina allo zinco. La sua proposta non è quindi mai stata sottoposta a sperimentazione scientifica e, in assenza di dati sperimentali, e stante l'evidenza della sua implausibilità teorica, il Servizio Sanitario Nazionale non ha mai riconosciuto la validità di questo protocollo.
Ciò nonostante Simoncini, in collaborazione col fratello, anch'egli medico, ha sottoposto alcuni suoi pazienti al proprio indimostrato protocollo di cura; per tale tipo di "sperimentazione umana" è stato sottoposto a un procedimento disciplinare, conclusosi nel 2003 con la sua radiazione dall'Ordine dei Medici per aver sperimentato la cura, priva di fondamento scientifico (come si legge nel provvedimento: terapia sperimentale non prevista né da studi, né da protocolli, né trattamenti specialistici) su pazienti umani, ricevendo dai suoi pazienti un compenso economico di molte migliaia di euro per il presunto trattamento.
Ritenendo che la pretesa di curare il cancro con il bicarbonato di sodio possa generare false speranze ma non uccidere direttamente, il tribunale ha riconosciuto il Simoncini colpevole di truffa in due degli altri casi mentre è stato assolto nei rimanenti due casi per insussistenza del fatto; questi quattro pazienti sarebbero dunque deceduti per l'aggravarsi del cancro da cui erano affetti, in quanto sottoposti a un trattamento inutile.
In quel periodo, molti altri pazienti, e parenti di pazienti deceduti dopo aver seguito le procedure indicate da Simoncini, si sono rivolti alle autorità per denunciare le truffe economiche correlate al metodo di presunta "cura", oltre al fatto che casi di pazienti morti venivano indicati tra i successi terapeutici. Simoncini è stato riconosciuto colpevole anche di omicidio colposo per uno dei decessi: in quel caso, i suoi trattamenti avevano causato la lacerazione letale dell'intestino del paziente. Secondo quanto riportato da fonti giornalistiche, le forze dell'ordine sarebbero convinte che tali decessi possano non essere isolati, e la magistratura ha valutato le aggravanti alle ipotesi di reato di truffa, in quanto si sarebbe approfittato "della fragilità emotiva di pazienti, la gran parte malati terminali, e della ingenuità dei parenti".
Sebbene non più abilitato alla professione medica, Simoncini ha continuato a divulgare la sua tesi durante conferenze pubbliche non riconosciute dalla medicina, alcune delle quali con ingresso a pagamento; sostiene che il discredito nei confronti della sua personale ipotesi di cura sarebbe dovuto a quello che lui definisce un "complotto" della "scienza ufficiale" contro le medicine alternative.
Sul sito in cui pubblicizza la sua terapia riporta diverse "testimonianze" (non verificate e non validate da fonti indipendenti) a favore della validità della tesi e del protocollo di cura proposto; queste testimonianze in realtà si basano su presunte prove senza alcun riscontro e senza alcuna documentazione scientifica.
Nel gennaio 2009, un sito di orientamento complottista curato da Massimo Mazzucco pubblica l'intervista con una signora che afferma di essere guarita dal cancro vescicale utilizzando il bicarbonato di sodio e rifiutando, al contempo, qualsiasi trattamento convenzionale; l'articolo che accompagna il video si intitola "Cura il cancro per email" in quanto la donna avrebbe seguito le indicazioni dell'ex medico romano comunicando via mail. Si trattava però di un falso: la guarigione era dovuta in realtà alle normali terapie mediche, ed era stata invece spacciata come presunta prova della - in realtà inefficace - cura con il bicarbonato. La donna era guarita dalla sua patologia sottoponendosi a un normale intervento chirurgico, e ai successivi controlli non mostrava segni di malattia.
In seguito, sono emerse altre evidenze di errori nella presentazione dei dati sulle sue presunte "guarigioni". Alcuni casi, conclusi drammaticamente, hanno raggiunto anche le pagine della cronaca: in un caso si evidenzia come le iniezioni di bicarbonato operate da Simoncini potrebbero aver generato una grave alcalosi metabolica, che avrebbe causato il decesso di una paziente nei Paesi Bassi (dove Simoncini si era trasferito a operare, dopo essere stato radiato dall'Albo dei Medici in Italia). Un'altra paziente olandese curata da Simoncini risulta deceduta a causa di un cancro ovarico metastatizzato. Prima di morire ha affermato di essere stata ingannata da Simoncini, il quale le avrebbe fatto credere che la sua malattia era stata completamente debellata. Ha affermato inoltre che la perdita di tempo causata dalla terapia di Simoncini potrebbe esserle stata fatale. Un altro caso riguarda un giovane paziente italiano affetto da tumore cerebrale, deceduto in Albania dove si era recato per sottoporsi alle cure al bicarbonato, caso per il quale il tribunale albanese ha condannato l'ex medico a un anno e mezzo di reclusione e quattro anni di interdizione alla pratica medica. Per ulteriori fatti inerenti alle pratiche esercitate in Albania, la morte di un ventisettenne catanese, nel gennaio 2018 è stato condannato dal tribunale monocratico di Roma a 5 anni e 6 mesi di carcere.